# Su (Unix)
su (anglicky Substitute User identity) je v informatice program (utilita), který slouží v unixových systémech k přepnutí uživatele na jiného uživatele (v rámci příkazového řádku nebo shellových skriptů). Pro zajištění své činnosti využívá speciální oprávnění SUID.

## Použití
Při přepínání na jiného uživatele je někdy vhodné použít za příkazem znak pomlčky (resp. spojovníku „-“), které zajistí provedení přihlašovacích skriptů uživatele, na kterého je přepínání prováděno. Jejich provedení je vhodné například při změně na uživatele root, kdy je pak korektně nastavena cesta PATH do adresářů /sbin, /usr/sbin a podobně.
Změna uživatele root na jiného uživatele (heslo není vyžadováno, znak # demonstruje prompt (výzvu příkazového řádku) uživatele root a znak $ pak prompt běžného uživatele):
```
# su pepa
$
```

Přepnutí uživatele s omezenými oprávněními na uživatele root (specifickým nastavením /etc/sudoers může být vyžadování hesla vypnuto):
```
$ su -
Heslo:
#
```